# Ingeborga Dapkūnaitė
Ingeborga Dapkūnaitė (in russo Ингеборга Дапкунайте?, Ingeborga Dapkunajte; Vilnius, 20 gennaio 1963) è un'attrice lituana, fino al 1991 sovietica; ha recitato prevalentemente in film russi. È conosciuta per la serie Okkupert, in cui interpreta il ruolo dell’ambasciatrice russa Sidorova.

## Biografia
Esordiente in URSS nel 1984 con Mano mažytė žmona, ebbe una serie di ruoli minori in alcuni film di Hollywood come Mission: Impossible (1996) e Sette anni in Tibet (1997), nel secondo dei quali recitò come la moglie di Heinrich Harrer (Brad Pitt).
È nota per la sua interpretazione di Marussia, moglie del colonnello Sergej Kotov nel film Sole ingannatore (1994) di Michalkov che vinse l'Oscar. Recitò anche come la zarina Alessandra Feodorovna nella mini-serie britannica The Lost Prince, e come madre di Hannibal Lecter nel film Hannibal Lecter - Le origini del male (2007).
In televisione ha recitato come partner di Aleksandr Žulin in Ice Age e nella versione russa di Stars on Ice.
Ha recitato anche nella sesta serie di Prime Suspect nei panni di una rifugiata bosniaca con Helen Mirren.

## Filmografia parziale

### Cinema
- 1996 Mission: Impossible
- Sette anni in Tibet (Seven Years in Tibet), regia di Jean-Jacques Annaud (1998)
- Hannibal Lecter - Le origini del male (2007)
- Il marchio di sangue (Branded), regia di Jamie Bradshaw e Aleksandr Dulerayn (2012)

### Televisione
- Okkupert (ruolo: ambasciatrice Irina Sidorova; 2015-in corso)